# Lispoteleia tricolor
Lispoteleia tricolor är en stekelart som först beskrevs av Alan Parkhurst Dodd 1913.  Lispoteleia tricolor ingår i släktet Lispoteleia och familjen Scelionidae. Inga underarter finns listade i Catalogue of Life.